# Камянка-Стоково
Камянка-Стоково (пол. Kamianka-Stokowo) — село в Польщі, у гміні Нур Островського повіту Мазовецького воєводства.
Населення — 60 осіб (2011).
У 1975-1998 роках село належало до Ломжинського воєводства.

## Демографія
Демографічна структура станом на 31 березня 2011 року:
|          | Загалом | Допрацездатний вік | Працездатний вік | Постпрацездатний вік |
| -------- | ------- | ------------------ | ---------------- | -------------------- |
| Чоловіки | 30      | 4                  | 21               | 5                    |
| Жінки    | 30      | 8                  | 12               | 10                   |
| Разом    | 60      | 12                 | 33               | 15                   |